# Otocinclus hoppei
Otocinclus hoppei és una espècie de peix d'aigua dolça de la família dels loricàrids i de l'ordre dels siluriformes. Va ser descrit el 1939 per Alípio de Miranda-Ribeiro.

## Morfologia
Els adults poden assolir fins a 3,3 cm de llargària total.

## Distribució geogràfica
Es troba a Sud-amèrica: conca del riu Amazones.